# 平田禿木
平田 禿木（ひらた とくぼく、1873年（明治6年）2月10日 - 1943年（昭和18年）3月13日）は、英文学者、翻訳家、随筆家。

## 生涯
本名は平田喜一。喜十郎・みきの長男として、日本橋伊勢町（現・東京都中央区日本橋本町一丁目に生まれた。家業は染料・薬品の輸入商。未熟児だったので、街なかより田園の方がと、大宮の母方の叔父、永田荘作方で育った。叔父は蔵書家だった。
1884年（明治17年）、共立学校に入り、やがて同人雑誌を出すなどした。1887年（明治20年）、町内の星野天知と洗礼を受けたものの、キリスト教熱は一時的だった。実家と大宮を往復するように暮らした。
1890年（明治23年）、第一高等学校に進み、ウォルター・ペイターの『文芸復興』にめぐり会い、その芸術至上主義の感化を受けた。さらに、バイロン、シェイクスピア、テニソン、また、山家集、徒然草なども耽読し、1893年（明治26年）、同人に加わって興した文学界誌の創刊号に『吉田兼好』を載せた。
数学が駄目で、1895年（明治28年）に第一高等学校から東京高等師範学校英語専修科へ移った。英語は既に抜群だった。
1898年（明治31年）から約3年、母校の附属中学の教員を勤めた。旧知のフェノロサと同僚になり、その能楽研究を助けた。1901年（明治34年）からは、本校の教師になった。文学熱が戻り、『太陽』誌・『明星』誌などに寄稿した。
1903年（明治36年）から3年間、文部省留学生としてオックスフォード大学に留学し、島村抱月・下村観山・三土忠造・和田英作らを知った。
帰国後は、東京高等師範学校・女子学習院・明治大学英語専修科・第三高等学校で、転々と教鞭を執り、その間の1907年（明治40年）、水野恵音と結婚して一女をもうけた。恵音は1909年（明治42年）に亡くなり、1911年（明治44年）に恵音の妹三津と再婚して、のち一女六男を得た。しだいに文壇から遠ざかり英文学者として生活し、書斎に籠もるようになった。英語青年誌との縁を深くした。
1914年（大正3年）（41歳）以降、多くの英文学の翻訳を国民文庫研究会から出版した→（翻訳）。1918年（大正7年）、『英語文学』を創刊し、戸川秋骨・竹友藻風・山宮允・野口米次郎・日夏耿之介・辻潤・生田長江らが執筆したが、1921年（大正10年）で終わった。
1934年（昭和9年）以降、請われて法政大学で週一度講義した。1943年3月13日に亡くなった。墓は、東京都墨田区両国二丁目の両国回向院にある。

## おもな文業
各行の → 印の後ろは、最も新しいと思われる改版。

### 英文学
- 『英文典』、文学社(1901)
- 『新式会話文法教科書』（佐伯好郎と共著）、鍾美堂(1902)
- 『近代英詩選』、和蘭陀書房 アルス欧文叢書(1915) → 英光社 英文名作双書(1982)
- 『最近英文学研究』、研究社(1919)
- 『英文学印象記』、アルス(1924)
- 『神曲余韻』、媽祖書房(1937)
- 『研究社英米文学語学講座 伝記・書簡及日記文学』、研究社(1941)
- 『研究社英米文学語学講座 英国史』、研究社(1941)

没後
- 『英文学史講話 』上下、全国書房(1948 & 1949)
- 『英文学への道』、南雲堂 不死鳥選書(1956)

### 随筆
- 『英文学散策』、第一書房(1933)
- 『炉に凭りて』、文体社(1934)
- 『書窓雑筆』、双雅房(1935)
- 『禿木随筆』、改造社(1939)
- 『早春雑筆』、青木書店(1939)
- 『双竜硯』、七丈書院(1941)

没後
- 『禿木遺響文学界前後』、四方木書房(1943) → 復刻・日本図書センター 明治大正文学回想集成(1983)

選集
- 島田謹二・小川和夫編：『平田禿木選集 第1・2・3巻』、南雲堂(1981)
  - 第1巻：英文学史講話。第2巻：英文学エッセイ。第3巻：翻訳エリア随筆集。
- 島田謹二・小川和夫編：『平田禿木選集第4・5巻』南雲堂(1986)
  - 第4巻：英文学エッセイ2。第5巻：明治文学評論・随筆。

### 翻訳
- ウィリアム・サツカレ『虚栄の市』、国民文庫刊行会(1914 - 15) → 国民文庫刊行会 世界名作大観 英国篇 附録2(1927)
- 『英国近代傑作集 上下』、国民文庫刊行会 泰西名著文庫(1915) → 国民文庫刊行会 世界名作大観 英国篇 附録5(1925)
- ラドヤード・キップリング『彼等』、研究社(1916)
- 『エマアソン全集 第1- 5巻』、国民文庫刊行会(1917) → 日本図書センター(1995)
- ダニエル・デフォー『新譯ロビンソン漂流記』、冨山房(1917)  → 『ロビンソン・クルーソー』外語研究社 初等英文訳註全集第1巻(1937) → 筑摩書房 中学生全集48(1951)
- ジョージ・メレヂス『我意の人』、国民文庫刊行会(1917 - 18) → 国民文庫刊行会 世界名作大観 英国篇 附録 第3 & 4巻 (1926 & 1927)
- ジヨナサン・スヰフト『ガリバア旅行記』、冨山房(1921) → 国民文庫刊行会 世界名作大観 各国篇 11(1927)
- キャサリン・マンスフィルド『蜜月』アルス(1925)
- デイツケンズ『デエヴィッド・カッパフイルド』全4巻、国民文庫刊行会 世界名作大観 英国篇(1925 - 27)
- オスカー・ワイルド『ドリアン・グレエの画像 附・獄中より』、国民文庫刊行会(1925)
- ハアーデイ『テス』 国民文庫刊行会 世界名作大観 英国篇、(1925)
- ヘンリー・ジェームス『千載一遇』、アルス(1926)
- ジョゼフ・コンラツド『チヤンス』、国民文庫刊行会(1926 - 28)
- チヤアルズ・ラム、メエリイ・ラム『沙翁物語』、国民文庫刊行会(1927)
- ジェーン・オースチン『高慢と偏見』国民文庫刊行会(1928)
- チヤアルズ・ラム『エリア随筆集』、国民文庫刊行会(1927 - 29) → 新潮文庫 上下(1952)
- アーノルド・ベネツト『グランド・バビロン・ホテル』、世界大衆文学全集 改造社(1930)
- 『宝島探検物語』アルス 日本児童文庫74(1930) → 『宝島』、アルス 新日本児童文庫27(1941)
- エマソン『代表偉人論』、玄黄社(1932)
- ワイルド『深き淵よりの叫び』、春陽堂(1932)
- 『揺落ほか11篇』、双雅房(1936)
- アイザック・ウオルトン『釣魚大全』、国民文庫刊行会(1936)
- マンスフイルド『蜜月・幸福』、山本書店(1936)
- オールダス・ハックスリ『神童・臙脂・ヒューバートと初恋』、冨山房百科文庫(1939)
- リットン・ストレィチー『ゴルドン将軍の死』、アルス(1940)
- アーネスト・フェノロサ『西人の浮世絵観』、七丈書院(1942)